# Katarina av Bologna

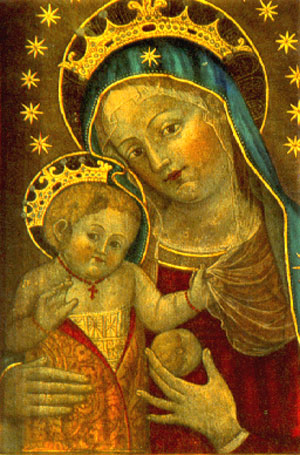
Jungfru Maria med Jesusbarnet, målning utförd av Katarina av Bologna.

Katarina av Bologna, född den 8 september 1413 i Bologna, död den 9 mars 1463 på samma ort, är ett italienskt helgon, ett av klarissornas mest berömda helgon. Hon helgonförklarades den 22 maj 1712 av påve Clemens XI och är konstnärernas skyddshelgon. Hon framställs som en klarissa med kors och bok samt krona, och med Jesusbarnet på armen.